# Alois Pindl
Alois Pindl (* 17. Juni 1920 in Regensburg; † 14. August 2021 ebenda) war ein deutscher Kaufmann und Schulgründer.

## Werdegang
Pindl wurde als jüngstes von neun Kindern des Ehepaares Josef und Franziska Pindl in Regensburg geboren. Während des Zweiten Weltkriegs kämpfte er drei Jahre an der Front in Russland und geriet gegen Ende des Krieges in britische Gefangenschaft. Nach Heimkehr nahm er 1946 eine Stelle im Bereich Berufsorientierung beim Deutschen Gewerkschaftsbund (DGB) an. Nach einem Jahr wurde er Leiter des Büros und baute mit 125 Lehrern das Angebot des DGB in Niederbayern und der Oberpfalz aus. 1948 stellte der DGB seine Aktivitäten auf diesem Feld ein. Pindl gründete daraufhin eine eigene private Handelsschule, in der er Lehrgänge für Sekretärinnen, Bilanzbuchhalter, Fremdsprachen, Steno- und Schreibmaschinenkurse sowie Sonderlehrgänge für Heimkehrer anbot. Später baute er eine Realschule und in der ehemaligen Kinderklinik der Blauen Schwestern, die er für zweieinhalb Millionen Mark erworben hatte, ein Privat-Gymnasium auf.
Die Privaten Schulen Pindl betreiben (Stand: 2025) sechs Schulen in Regensburg (Gymnasium, FOS, Realschule, Handelsschule, Kinderhaus) und Straubing (Wirtschaftsschule) sowie ein Internat, das sich ebenfalls in Regensburg befindet.
Alois Pindl starb am 14. August 2021 in Regensburg. Er wurde 101 Jahre alt.

## Ehrungen
- 1999: Silberne Bürgermedaille der Stadt Regensburg
- 2012: Verdienstkreuz 1. Klasse der Bundesrepublik Deutschland